# Karlheinz Bräuer
Pour les articles homonymes, voir Bräuer.
Karlheinz Bräuer (né le 20 octobre 1924 à Breslau et mort le 9 décembre 2007 à Lohmar) est un homme politique de Rhénanie-du-Nord-Westphalie et membre du SPD.

## Formation
Karlheinz Bräuer obtient son diplôme de fin d'études secondaires en 1942 et est ensuite appelé sous les drapeaux. Pendant sa captivité soviétique, il perd quatre doigts de sa main droite à cause des engelures. De 1948 à 1953, il est contremaître dans une entreprise textile. De 1953 à 1955, il étudie à l'Université d'économie et de politique de Hambourg. En 1955, il obtient un diplôme en administration des affaires.

## Syndicalisme
Karlheinz Bräuer est membre du syndicat de l'industrie métallurgique depuis 1949. De 1956 à 1967, Bräuer est secrétaire de district du syndicat de l'industrie métallurgique, de 1967 à janvier 1989 directeur de district du syndicat de l'industrie métallurgique dans le district de Cologne. Il est membre du conseil régional du DGB depuis 1968.

## Parti politique
Bräuer est membre du SPD Lohmar depuis 1955. De 1973 à 1979, il est président de l'association locale. De 1956 à 1975, il est président du comité syndical du district SPD du Rhin moyen.

## Groupe de travail pour les problèmes des employés
De 1975 à 1979, Bräuer est vice-président de district du groupe de travail pour les questions des employés (AfA) dans le district du Rhin moyen, de 1979 à 1983 président de district. Depuis 1977, il est membre du conseil d'État de l'AfA Rhénanie du Nord-Westphalie, depuis 1983 président.

## Parlementaire
Karlheinz Bräuer est membre du Landtag de Rhénanie-du-Nord-Westphalie du 28 mai 1975 au 30 mai 1990 et porte-parole de la politique sociale du groupe parlementaire SPD. Avant même son adhésion, le Landtag l'avait élu membre de la cinquième Assemblée fédérale, qui a élu Gustav Heinemann président fédéral.
Karlheinz Bräuer représente durant la 8e législature la 16e circonscription  Cologne-Ville III et durant les 9e et 10e législatures, la 17e circonscription Cologne V.

## Vie privée
Karlheinz Bräuer est veuf - sa femme Melitta est décédée en 2006 - et a deux enfants. Le 9 décembre 2007, Bräuer est retrouvé mort dans son appartement de Lohmar-Inger. 